# Armigeres durhami
Armigeres durhami är en tvåvingeart som beskrevs av Edwards 1917. Armigeres durhami ingår i släktet Armigeres och familjen stickmyggor. Inga underarter finns listade i Catalogue of Life.